# N11 Code

Hinweisschild an Fernstraßen für Verkehrsinformationen unter der Nummer 511

Der N11-Code bezeichnet dreistellige Kurznummern, die im Nordamerikanischen Nummerierungsplan vorgesehen sind. Möglich sind   die Nummern 211, 311, 411, 511, 611, 711, 811 und 911. Diese Nummern ermöglichen den Zugriff auf spezielle lokale Dienste, die teilweise in den Vereinigten Staaten sogar gesetzlich vorgeschrieben sind.

## Dienste
- 211: Gemeinnützige Dienste und Informationen
- 311: Gemeindeverwaltung (keine Notrufnummer)
- 411: Telefonauskunft
- 511: Verkehrsinformationen oder polizeiliche Nicht-Notfalldienste
- 611: Kundendienst und Reparatur von Telefongesellschaften
- 711: Schreibtelefon und Relay-Dienste für Gehörlose und Schwerhörige
- 811: Standortbestimmung von Versorgungsleitungen (USA) bzw. Nicht-Notfall-Gesundheitsinformationen und -dienste (Kanada)
- 911: Rettungsdienste (Polizei, Feuerwehr, Krankenwagen und Rettungsdienste)

## Besonderheiten
Es sind nicht alle Nummern in jeder Gegend freigeschaltet. Die 411 und 611 werden in den Vereinigten Staaten häufig verwendet, sind jedoch nicht offiziell von der Federal Communications Commission zugewiesen.
Die Bezeichnung für besondere Verwendung im NANP verhindert ihre Verwendung als Vorwahlen oder und als Beginn für normale Telefonnummern, wodurch etwa 8 Millionen Telefonnummern von der Zuweisung ausgeschlossen werden. Die zugewiesene Verwendung jedes N11-Codes kann für die verschiedenen Länder, US-Bundesstaaten und kanadischen Provinzen der NANP variieren, aber 911 ist in den Vereinigten Staaten und Kanada vorgeschrieben, 711 und 911-Zugang ist in den Vereinigten Staaten gesetzlich vorgeschrieben, sogar innerhalb private Netzwerke (PBX-, Unternehmens- und Mobilfunksysteme).
411 und 611 werden vom Dienstanbieter des anrufenden Telefons unterstützt, aber nicht alle Netzbetreiber bieten diese Dienste an. 411 und 611 sind in der Regel in Unternehmens- oder Nebenstellenanlagen gesperrt, einschließlich Mobiltelefondiensten, die für ein Unternehmenssystem erworben wurden.

## 011
Die 011 ist in den USA und Kanada die Vorwahl für Auslandsgespräche. Danach ist die Landeskennzahl nach der E.164-Richtiline zu wählen, z. B. die 49 für Deutschland.